# ماسكونات

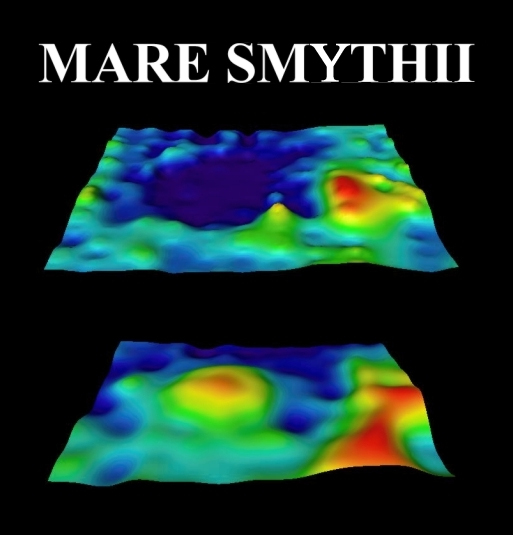
تظهر الصورة العليا التوزع الطبيعي بينما السفلى تظهر إشارة لشذوذ في الجاذبية من بحر سميث على سطح القمر

تعرف الماسكونات أو تركيز الكتل في الفيزياء الفلكية بأنها منطقة من الكواكب أو قشرة القمر حيث يتواجد شذوذ في الجاذبية. وعموماً يستخدم تعبير ماسكون للتعبير عن زيادة في توزيع الكتلة تحت أو فق سطح الكوكب مثل هاواي. غالباً ما يستخدم هذا المصطلح للتعبير عن تركيب جغرافي له شذوذ إيجابي في الجاذبية مرتبط بالتضاريس، وكان من المتوقع أن تملك شذوذ سالب مثل بحار القمر.
من الأمثلة الشهيرة على أحواض الماسكون على سطح القمر هي بحر السكون وبحر الأمطار وبحر الشدائد والبحر الشرقي. وكل من هذه الأحواض تملك سويات طبوغرافية منخفضة وشذوذ إيجابي في الجاذبية. ووفق الاعتبارات النظرية فإن المناطق ذات الطبوغرافيا المنخفضة يجب أن تكون ذات شذوذ سالب، مما يعني أن هذا الشذوذ الموجب مرتبط بشذوذ موجب في الكثافة ضمن القشرة أو الطبقة الخارجية من الدثار والتي تدعم الطبقة الصخرية. تشير إحدى الاحتمالات إلى الكثافة العالية في البازلت البركاني والذي قد تصل كثافته إلى 6 كيلومتر على سطح القمر. لا تظهر أحواض أخرى للقمر نشاطات بركانية، لذلك تشير الأفكار النظرية إلى أن سطح القمر ذو توازن جاذبي كبير بين الطبقة الصخرية وغلاف موري.